# 長崎市総合運動公園かきどまり野球場
長崎市総合運動公園かきどまり野球場（ながさきし・そうごううんどうこうえん・－やきゅうじょう）は、長崎県長崎市の長崎市総合運動公園内にある野球場。施設は長崎市が所有し、株式会社長崎消毒社が指定管理者として運営管理を行っている。2024年4月より埼玉県八潮市に本社を置く株式会社SUNホールディングスがネーミングライツを取得し、施設愛称を「SUNボールパークかきどまり」とした。

## 歴史
市内中心部にあった長崎市営大橋球場が老朽化したため、県に移管して改築されることになった（のちの長崎県営野球場）。これに伴い市は郊外の柿泊町で整備を進めていた運動公園内に新たに野球場を整備することとなり、1998年に開場した。同年以降高校野球、社会人野球などアマチュア野球公式戦が行われている。
2008年から2010年まで四国・九州アイランドリーグに所属した長崎セインツが主催試合の一部を開催した。また2004年から2007年まで韓国プロ野球・ハンファ・イーグルスが春季・秋季キャンプ地としていて、2008年は利用しなかったが、2009年から2011年の秋季キャンプはここで実施した。

## 施設概要
- 両翼：100m、中堅：122m
- 内野：クレー舗装、外野：天然芝
- 照明設備：なし
- スコアボード：電光掲示板（選手氏名表記だけパネル式）
- 収容人員：8,000人（メインスタンド2,100人）
- グラウンド面積：13,620.6m2

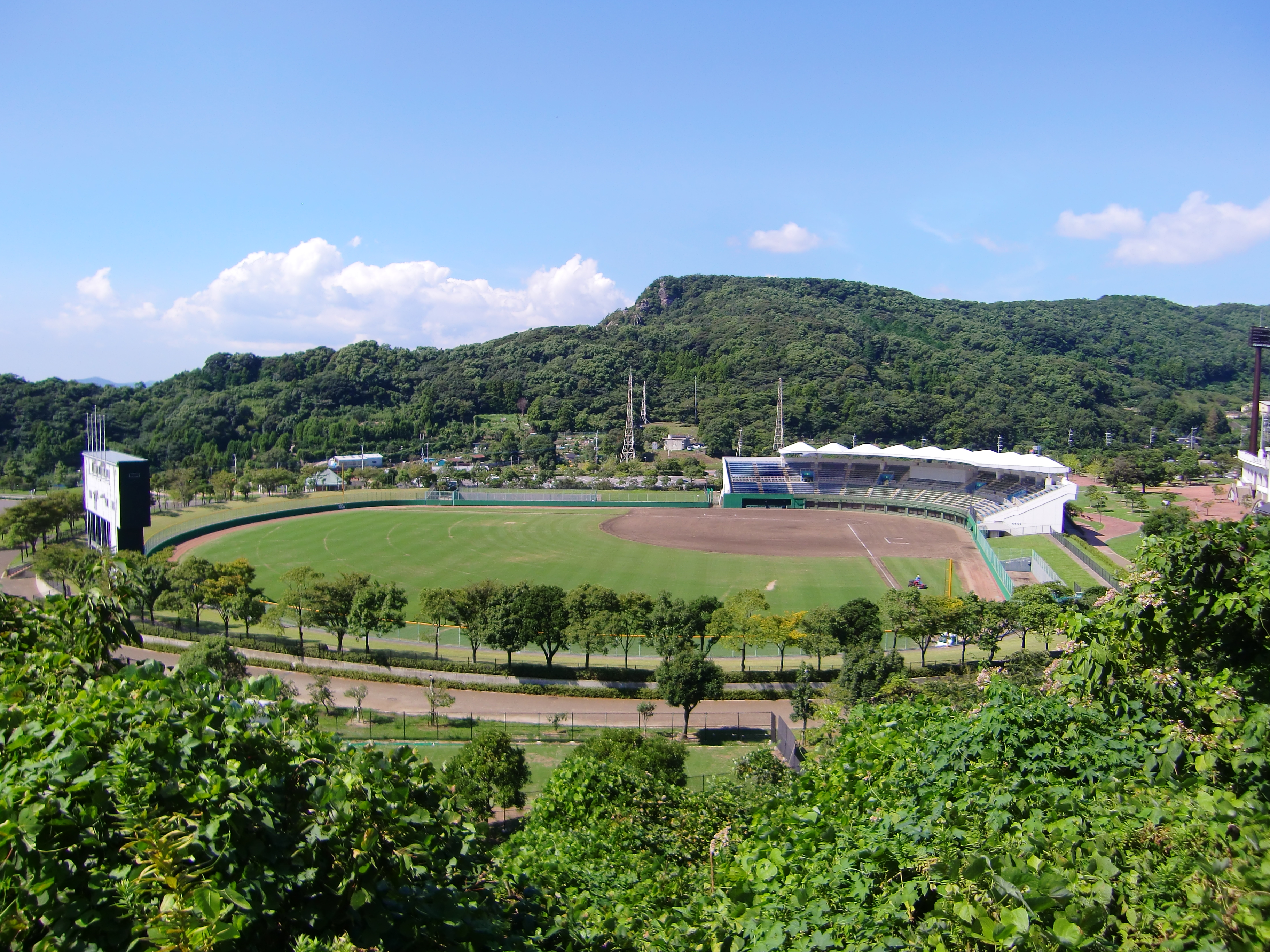
球場全体
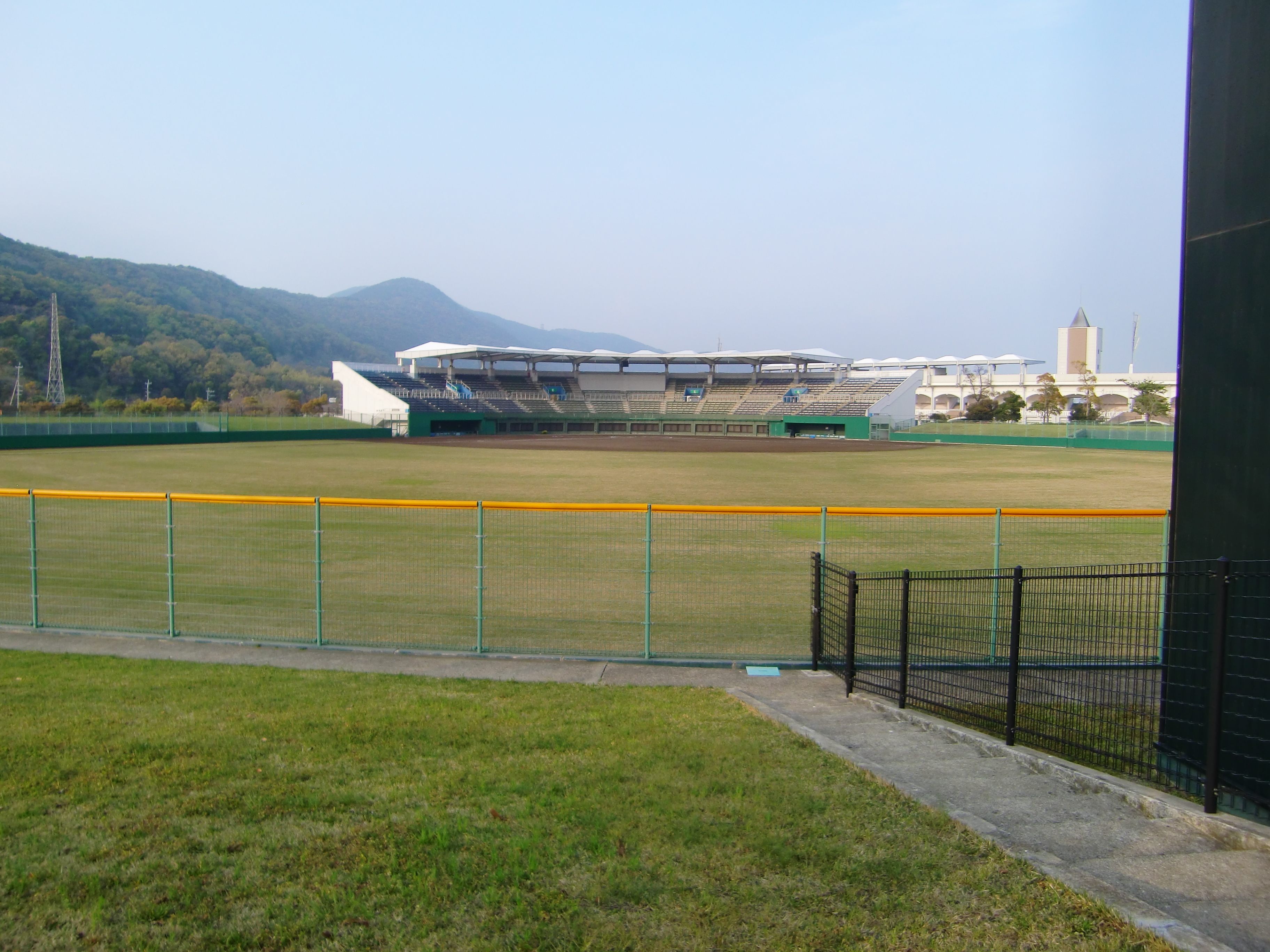
センター付近から
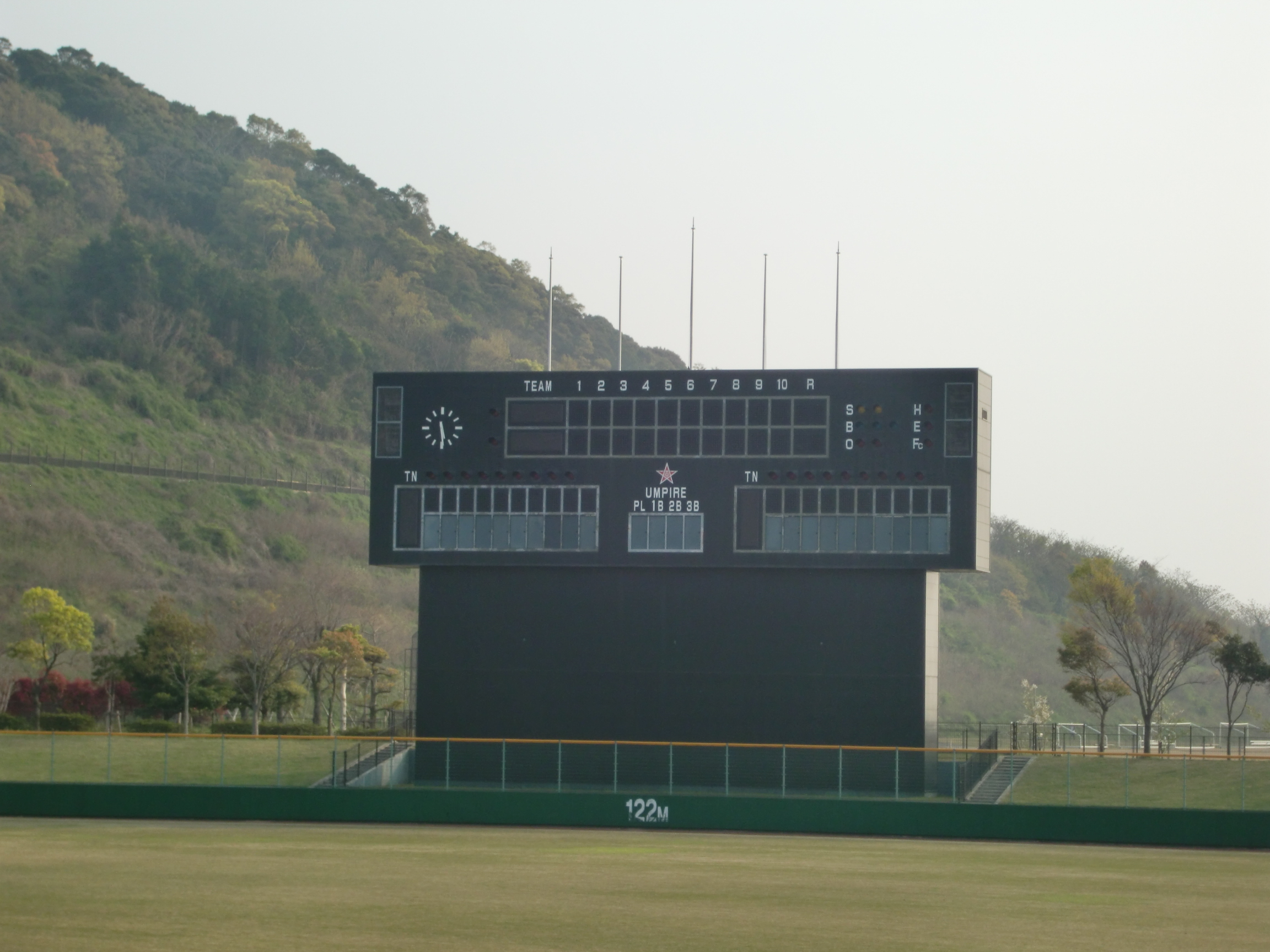
スコアボード

## 交通
- 長崎駅前から長崎バス「（3）相川・大見崎」方面行で「長崎市運動公園」下車後徒歩